# ماجستير القانون
ماجستير القانون (بالإنجليزية: Master of Laws، وبالفرنسية: Maîtrise universitaire en droit) هو درجة أكاديمية من درجات الدراسات العليا تُمنح في مجال القانون، ويُختصر اسمها في الدول الغربية عادة إلى LL.M. أو LLM، نسبة إلى اسم الدرجة باللاتينية Legum Magister، ويزدوج حرف L في الصيغة المختصرة إشارةً إلى صيغة الجمع باللاتينية؛ حيث تشمل الدرجة كلًا من القانون الدنيوي والديني.